# Episteme szechuanensis
Episteme szechuanensis är en fjärilsart som beskrevs av Clayton Dissinger Mell 1936. Episteme szechuanensis ingår i släktet Episteme och familjen nattflyn. Inga underarter finns listade i Catalogue of Life.